# Kristof Imschoot
Kristof Imschoot (Dendermonde, 4 december 1980) is een Belgische voormalig voetballer die als middenvelder speelde.
Kristof Imschoot begon zijn loopbaan bij Heikant Zele. Daar speelde hij tot zijn elfde. Daarna doorliep hij de jeugdreeksen van Lokeren. Vandaaruit vertrok hij naar de rivalen van KSK Beveren, waar hij debuteerde in de Belgische eerste klasse. In de zomer van 2001 verhuisde hij naar Lierse, waar hij 109 wedstrijden speelde en 14 doelpunten maakte. In het voorjaar van 2006 tekende Imschoot een contract bij Willem II, dat uitkomt in de Nederlandse Eredivisie.
Basisspeler werd hij echter nooit en daarom vertrok hij augustus 2007 naar de Belgische promovendus KV Mechelen. Bij KV Mechelen was hij voornamelijk invaller en kon ook hier nooit een basisplaats afdwingen.
In 2009 besloot hij om zijn contract niet te verlengen en op zoek te gaan naar een andere ploeg. Uiteindelijk tekende hij voor het pas gedegradeerde FCV Dender EH. Hij voetbalde nog op Cyprus voor Enosis Neon Paralimni en beeindigde zijn loopbaan in 2013 bij Cappellen FC. In maart 2018 sloot hij zich aan bij minivoetbalploeg De Blauwe Tovenaars, een team met een lange bestaansgeschiedenis.
| seizoen | club                  | land      | competitie     | wed. | goals |
| ------- | --------------------- | --------- | -------------- | ---- | ----- |
| 1998/99 | KSK Beveren           | België    | Jupiler League | 1    | 0     |
| 1999/00 | KSK Beveren           | België    | Jupiler League | 4    | 0     |
| 2000/01 | KSK Beveren           | België    | Jupiler League | 32   | 2     |
| 2001/02 | Lierse SK             | België    | Jupiler League | 10   | 2     |
| 2002/03 | Lierse SK             | België    | Jupiler League | 25   | 0     |
| 2003/04 | Lierse SK             | België    | Jupiler League | 17   | 2     |
| 2004/05 | Lierse SK             | België    | Jupiler League | 30   | 6     |
| 2005/06 | Lierse SK             | België    | Jupiler League | 27   | 4     |
| 2006/07 | Willem II             | Nederland | Eredivisie     | 29   | 3     |
| 2007/08 | KV Mechelen           | België    | Jupiler League | 27   | 2     |
| 2008/09 | KV Mechelen           | België    | Jupiler League | 20   | 1     |
| 2009/10 | FCV Dender EH         | België    | Tweede Klasse  | 29   | 9     |
| 2010/11 | Enosis Neon Paralimni | Cyprus    | A Divizion     | 15   | 2     |
| 2011/12 | Enosis Neon Paralimni | Cyprus    | A Divizion     | 20   | 2     |
| 2012/13 | Cappellen FC          | België    | Derde Klasse   | 9    | 1     |
|         |                       |           | Totaal         | 295  | 36    |